# 隆赛雷修道院
隆赛雷修道院（法語：Abbaye du Ronceray）是法国昂热的一所天主教修院。重建于1060-1119年，罗马式建筑。
隆赛雷修道院是昂热唯一的女修院，与丰特莱修道院同为天主教昂热教区最大的修院之一。

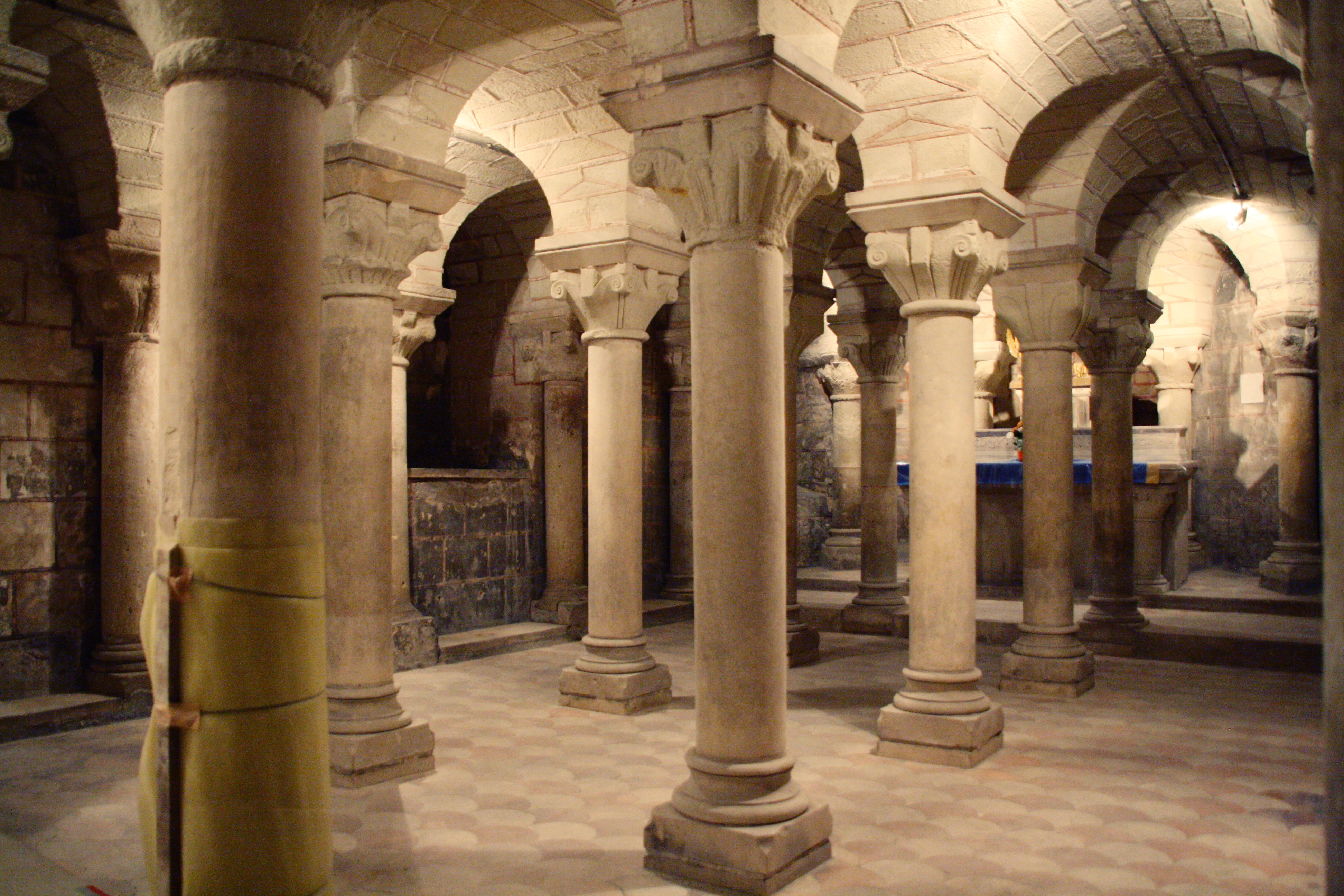
地穴

该建筑于1840年和1990年列为法国历史古迹。